# Pelinkovići
Pelinkovići (en serbe cyrillique : Пелинковићи; en albanais: Pelinku) est un village du sud du Monténégro, dans la municipalité de Bar.

## Démographie

### Évolution historique de la population
| 1948 | 1953 | 1961 | 1971 | 1981 | 1991 | 2003 |
| ---- | ---- | ---- | ---- | ---- | ---- | ---- |
| 231  | 234  | 237  | 268  | 268  | 177  | 151  |